# Dusona flavipennis
Dusona flavipennis là một loài tò vò trong họ Ichneumonidae.